# Patrik Myslovič
Patrik Myslovič (* 28. Mai 2001 in Turčianske Teplice) ist ein slowakischer Fußballspieler, der bei Lewski Sofia in Bulgarien unter Vertrag steht.

## Karriere

### Verein
Patrik Myslovič begann seine Profikarriere in den Jugendmannschaften des MŠK Žilina. Ab 2018 spielte er für die zweite Mannschaft des Vereins in der zweiten slowakischen Liga. Am 23. Februar 2019 gab er sein Debüt für die erste Mannschaft von Žilina in einem Auswärtsspiel der Fortuna liga gegen den FK Senica. Myslovič begann das Spiel in der Startelf und wurde in der zweiten Halbzeit durch Martin Gamboš ersetzt.
Myslovič wechselte im Januar 2023 auf Leihbasis zum schottischen Erstligisten FC Aberdeen, der am Ende der Leihfrist eine Kaufoption besaß. Doch nach nur fünf Pflichtspielen bis zum Saisonende wurde diese nicht gezogen und der Mittelfeldspieler kehrte in die Slowakei zurück. Bis zur folgenden Winterpause kam Myslovič dann nur noch unregelmäßig zum Einsatz und am 14. Februar 2024 folgte der Wechsel zu Lewski Sofia in die bulgarische Parwa liga. 

### Nationalmannschaft
Von 2016 bis 2022 absolvierte Myslovič insgesamt 19 Partien für diverse slowakische Jugendnationalmannschaften. Zuletzt spielte er am 27. September 2022 bei der 0:3-Niederlage in der EM-Qualifikation gegen die Ukraine für die U-21-Auswahl seines Landes. 